# La Candelaria, Irapuato
La Candelaria är en ort i Mexiko.   Den ligger i kommunen Irapuato och delstaten Guanajuato, i den centrala delen av landet, 270 km nordväst om huvudstaden Mexico City. La Candelaria ligger 1 722 meter över havet och antalet invånare är 680.
Terrängen runt La Candelaria är huvudsakligen platt, men norrut är den kuperad. Runt La Candelaria är det tätbefolkat, med 790 invånare per kvadratkilometer. Närmaste större samhälle är Irapuato, 4,4 km nordost om La Candelaria. Runt La Candelaria är det i huvudsak tätbebyggt.